# Oswald Versyp
Oswald Henri Versyp (Gent, 9 februari 1939 – aldaar, 20 oktober 2014) was een Vlaams acteur, leraar, auteur, regisseur en komiek.
Versyp genoot een opleiding in de grafische sector en ging dan lesgeven als leraar linotypie aan het Hoger Instituut voor Grafisch Onderwijs (Higro), dat toen gevestigd was aan de Oude Houtlei in Gent. Hij was toen reeds actief als acteur; eind jaren zeventig maakte hij de overstap naar het professionele circuit.
Hij was de jongere broer van acteur Arnold (Nolle) Versyp. In 1959 was hij samen met zijn broer een van de stichters van het Gentse Theater Vertikaal.
In 2012 was hij kandidaat voor de Nieuw-Vlaamse Alliantie (N-VA) bij de gemeenteraadsverkiezingen in Sint-Martens-Latem, maar hij werd niet verkozen.
In oktober 2014 is hij aan de gevolgen van kanker overleden.

## Acteur

### Theater
Hij speelde in de jaren 70 van de 20ste eeuw geregeld samen met zijn broer Nolle veel klassieke of avant-gardistische stukken bij het Arca-theater of bij Vertikaal in Gent en op reis door Vlaanderen. Een van de langst gespeelde successen was Suiker van Hugo Claus (1972-1973).

### Radio en televisie
Versyp was 25 jaar verbonden aan het Dramatisch Gezelschap van de openbare omroep. Hij was te horen in hoorspelen en vertolkte diverse rollen in televisieseries. Hij speelde (gast)rollen in:
- De Paradijsvogels (Rappe)
- De Kolderbrigade (veldwachter Engelvoet)
- Langs de Kade (Albert)
- Merlina, jeugdserie
- Postbus X, jeugdserie
- Rip (ballonvaarder) 1994
- Het Park (vader van Bodo, Roeland)
- Niet voor publikatie (Fernand De Caluwé)
- Heterdaad (eerste wachtmeester Sylvain Van Mechelen)
- Flikken (centralist, wetsdokter)
- Recht op Recht (commissaris Van Cleef)
- Sedes & Belli (René Sedes)
- Witse (radiostem)

Zijn laatste grote rol op televisie was die van Constant De Schrijver of 'Stany Love' in de soap Thuis. Deze rol vertolkte hij van 2004 tot 2005.